# Казахстан (Байганинский район)
Казахстан (каз. Қазақстан) — упразднённое село в Байганинском районе Актюбинской области Казахстана. Ликвидировано в 2018 г. Входило в состав Карауылкелдынского сельского округа. Находится примерно в 19 км к югу от села Карауылкелды. Код КАТО — 153630300.

## Население
В 1999 году население села составляло 153 человека (73 мужчины и 80 женщин). По данным переписи 2009 года, в селе проживало 119 человек (73 мужчины и 46 женщин).